# Bud and Bird
Bud and Bird – Gil Evans & The Monday Night Orchestra – Live at Sweet Basil – album muzyczny amerykańskiego kompozytora, aranżera i pianisty jazzowego Gila Evansa nagrany przez prowadzoną przez niego orkiestrę w nowojorskim klubie jazzowym "Sweet Basil" (Greenwich Village) dla japońskiej King Record. 
Album został wydany na dwóch płytach winylowych w 1988 przez wytwórnię Electric Bird. Wszystkie utwory w aranżacji Gila Evansa.

## Muzycy
- Gil Evans – fortepian
- Lew Soloff – trąbka
- Shunzo O'no – trąbka
- Miles Evans – trąbka
- Dave Bargeron – puzon
- Dave Tucker – puzon basowy
- John Clark – róg (waltornia), hornette
- Chris Hunter – saksofon altowy, saksofon sopranowy, flet
- Bill Evans – saksofon tenorowy, saksofon sopranowy, flet
- Hamiet Bluiett – saksofon barytonowy, klarnet, klarnet basowy
- Peter Levin – syntezator
- Gil Goldstein – syntezator
- Hiram Bullock – gitara
- Mark Egan – kontrabas
- Danny Gottlieb – perkusja

gość specjalny
- Johnny Coles – skrzydłówka (2)

## Lista utworów
| 1. | "Bud and Bird" (Gil Evans)            | 8:48    |
|    |                                       |         |
| 2. | "Half Man, Half Cookie" (Bill Evans)  | 10:26   |
|    |                                       |         |
| 3. | "Gates-Illumination" (Mark Egan)      | 17:38   |
|    |                                       |         |
| 4. | "Nicaragua Blues" (Tom Malone)        | 7:41    |
|    |                                       |         |
| 5. | "Cosmos" (Ryo Kawasaki)               | 11:02   |
|    |                                       |         |
| 6. | "Groove from the Louvre" (John Clark) | 21:58   |
|    |                                       |         |
|    |                                       | 1:17:33 |
|    |                                       |         |

## Informacje uzupełniające
- Producent – Shigeyuki Kawashima, Horst Liepolt
- inżynierowie dźwięku – Kazunori Sugiyama, Steven Remote
- Nota na okładce – Masahisa Segawa
- Dyrekkcja artystyczna – Shigo Yamaguchi
- Zdjęcie na okładce – Shigeru Uchiyama